# Commune mixte de Zemmora
 (avril 2022).
Si vous disposez d'ouvrages ou d'articles de référence ou si vous connaissez des sites web de qualité traitant du thème abordé ici, merci de compléter l'article en donnant les références utiles à sa vérifiabilité et en les liant à la section « Notes et références ».
La commune mixte de Zemmora est une ancienne commune située dans le département d'Oran, en Algérie.

## Historique

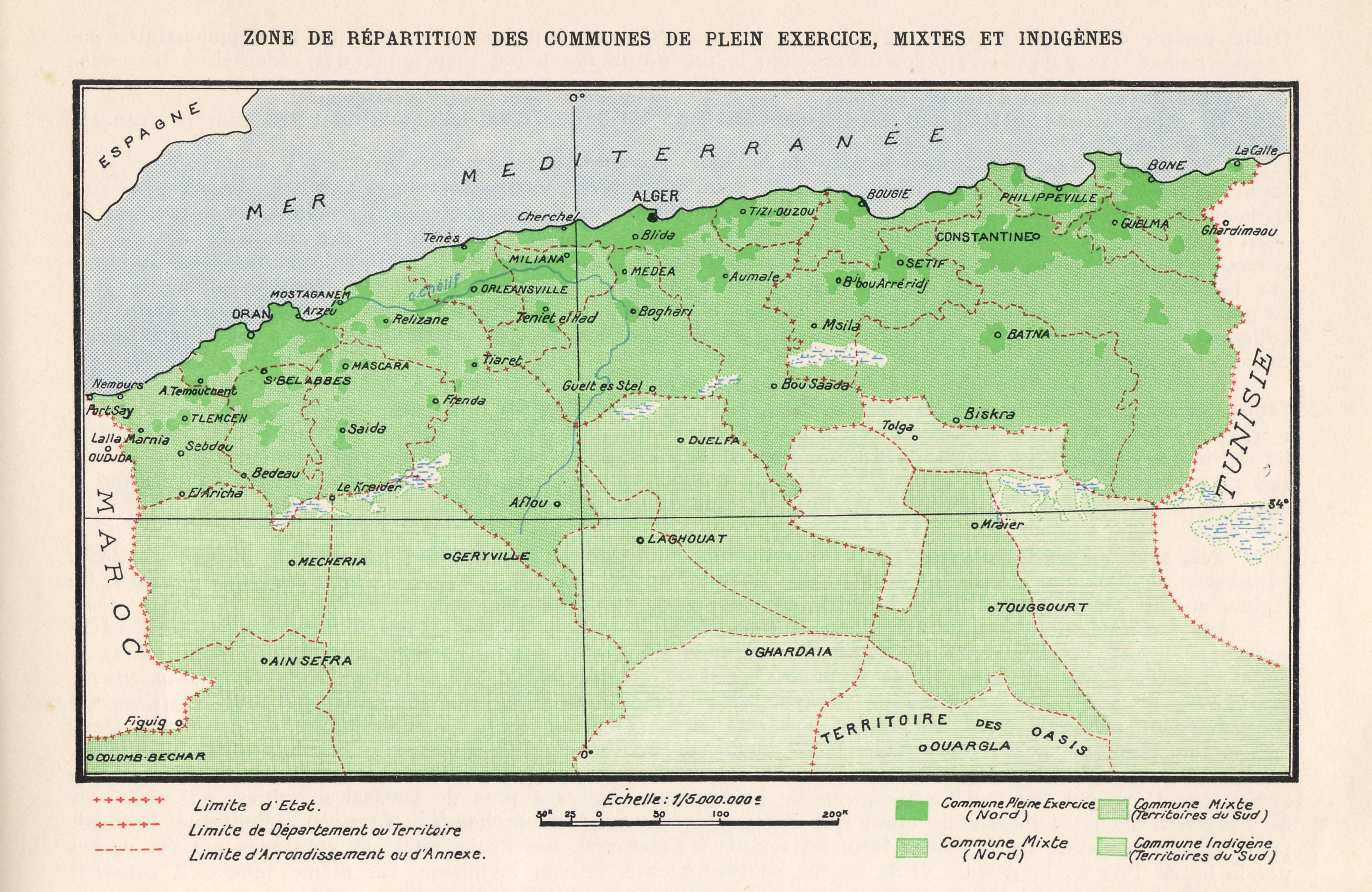
Communes mixtes 1934

Elle a été créée en territoire militaire par arrêté du 6 novembre 1868. Avec la commune indigène des Flittas
(créée par arrêté du 13 novembre 1874), elles sont réunies en une seule commune mixte, qui porte le nom de Zemmorah, par arrêté du 6 mars 1877.
La commune mixte de territoire civil est constituée par arrêté du 25 août 1880 à l'aide de territoires distraits des communes mixtes de Frenda et de Zemmora.
Elle est supprimée par arrêté du 4 décembre 1956.